# The Fanimatrix
The Fanimatrix (títol complet The Fanimatrix: Run Program) és un curtmetratge de ciència-ficció i d'acció fan film basat en Matrix, publicat a internet el 27 de setembre de 2003, escrit i dirigit per Steven A. Davis i Rajneel Singh. Fou protagonitzat per Steven A. Davis, Farrah Lipsham, Fasitua Amosa i Vaughan Beckley. El seu nom és un joc de paraules deliberat que utilitza el títol The Animatrix i el terme fan film.

## Argument
El curtmetratge s’emmarca dins l’univers Matrix, poc abans del descobriment de l'“Escollit” (a The Matrix). Explica la història de dos rebels, Dante i Medusa, que operaven des d’un vaixell anomenat Descartes, i de la seva fatídica missió al món virtual de Matrix.
La pel·lícula s’obre amb la inserció de Dante i Medusa a Matrix. Es materialitzen dins d'una botiga de màquines i es mouen ràpidament per la ciutat mentre parlen amb el seu operador, que els guia en la seva missió. Els objectius de la nit són senzills: Medusa ha d'irrompre en un edifici d'alta seguretat per robar dades importants. Dante proporcionarà una distracció perquè Matrix no descobreixi la presència de Medusa.
Dante es dirigeix cap a una discoteca especialment dura on hi ha ciberpunks i gòtics. Després de desfer-se dels dos porters, ràpidament es baralla amb dos gòtics que es burlen de l'aparença "normal" de Dante. L'operador, que està en contacte constant amb Dante a través del seu telèfon mòbil, ajuda a coordinar la lluita, de manera que coincideix amb la penetració de Medusa a l'edifici d'alta seguretat i la contractació d'un equip d'agents de seguretat.
La baralla de la discoteca culmina amb Dante que clava una puntada sobrehumana a un dels gòtics, que alerta a Matrix. El sistema envia immediatament un agent per tenir cura de la situació i comença a perseguir Dante. Condueix l'agent en una perillosa persecució salvatge que travessa la ciutat, mantenint Medusa lliure per dur a terme el seu encàrrec.
Malauradament les coses de sobte van malament. Un agent de seguretat, no vist per Medusa durant la seva entrada, descobreix la seva presència i fa sonar l’alarma, cosa que significa que ha de fugir. La persecució de Dante es converteix en una frenètica cursa per arribar a un punt de sortida; el més proper és el taller de màquines on van aparèixer per primera vegada, però no és capaç de treure's l'agent de sobre.
Dante està atrapat i Medusa està fora de temps. S’adonen que Dante de lluitar contra l’agent, tot i que significa mort segura, per guanyar temps perquè Medusa s’escapi amb la informació que ha piratejat. Li diu a l'operador que tregui Medusa i després, cantant el mantra "allibera la meva ment" per a si mateix, es llença a l'agent. Durant una èpica lluita de kungfu, és capaç de mantenir l'agent fins que veu l'oportunitat d'escapar. No obstant això, decideix no córrer cap a la llibertat, sinó que continua la lluita fins que finalment és llançat contra la maquinària i el seu pit és travessat per una canonada d'acer, matant-lo.
Quan Dante mor, Medusa torna al cotxe i a un lloc segur, sense adonar-se de l’immens sacrifici de Dante per la seva pròpia vida.

## Producció
Fanimatrix es va filmar a Nova Zelanda. Amb un pressupost estimat de 800 $ neozelandesos (500 dòlars nord-americans), la majoria dels quals es van gastar en roba i accessoris, la pel·lícula es va rodar en una única càmera de vídeo CCD Sony en cinta DV. Mitjançant tècniques de "producció de guerrilla", els cineastes van treballar al llarg de nou nits per acabar el projecte. Les seqüències de lluita es van coreografiar amb les mateixes arts marcials wushu que s’utilitzaven als llargmetratges. La producció final es va editar amb Adobe Premiere, AfterFX i AlamDV Special FX, i es va estrenar en línia el 27 de setembre de 2003, distribuïda a través de BitTorrent, Kazaa i la xarxa eDonkey. L'any 2021, el fitxer del film esdevingué el més antic que encara es distribueix activament a la xarxa BitTorrent.

## Repartiment
- Steven A. Davis com a Dante
- Farrah Lipsham com a Medusa
- Fasitua Amosa com a operador
- Vaughan Beckley com a agent
- Mike Edward com a Gòtic Calb
- Chris Rigby com a contacte Gòtica Juggling
- Ben Butler-Hogg com a porter núm. 1
- Louis MacAllister com a porter núm. 2
- Andrew Salisbury com a guàrdia de seguretat núm. 1
- David Fraser com a guàrdia de seguretat núm. 2
- Dominic Skinner com a guàrdia de seguretat núm. 3
- Matt Bennett com a corb
- Eden Phillips com a vianant